# Gagarin (Mondkrater)

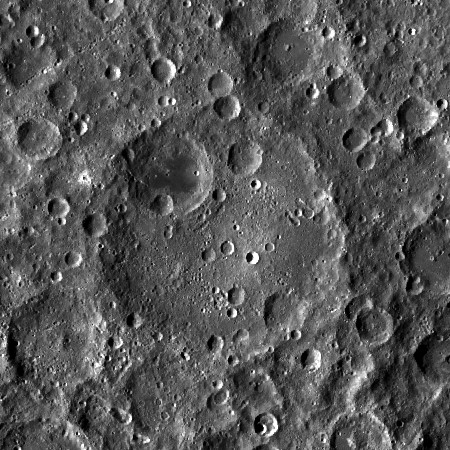
Gagarin (Mondkrater)

Gagarin ist ein großer Einschlagkrater auf der südlichen Hemisphäre der Mondrückseite.
Er liegt zwischen den Kratern Pawlov im Südwesten und Keeler im Nordosten. Näher an seinem Rand liegen im Südwesten der Krater Levi-Civita und nordnordöstlich der Krater Beijerinck.
Vollständig innerhalb der Begrenzungen von Gagarin liegen die Krater Isaev, Kosberg, Raspletin, Andronov, und Grave, die alle nach russischen Luft- und Raumfahrtpionieren benannt sind.
Der Krater weist eine lange Geschichte von Einschlägen auf und ist entsprechend stark erodiert. Sein abgenutzter Rand bildet einen niedrigen, runden Höhenzug um das leicht schüsselförmige Innere.
Der Kraterboden ist von einer Vielzahl von Einschlägen unterschiedlichster Größe übersät. Von einem eventuell vorhandenen zentralen Höhenzug sind keinerlei Spuren mehr erkennbar.
| Buchstabe | Position            | Durchmesser | Link |
| --------- | ------------------- | ----------- | ---- |
| G         | 20,73° S, 150,43° O | 14 km       |      |
| M         | 23,56° S, 149,37° O | 19 km       |      |
| T         | 19,56° S, 144,82° O | 25 km       |      |
| Z         | 15,62° S, 149,43° O | 27 km       |      |